# Ярослав Ксьонжек
Ярослав Ксьонжек (пол. Jarosław Książek) (13 жовтня 1957, Варшава) — польський історик та дипломат. Генеральний консул Республіки Польща у Харкові (2003—2006), Бресті (2006—2010), Гродно (2016—2021).

## Життєпис
Народився 13 жовтня 1957 року у Варшаві. У 1981 році закінчив історичний інститут Варшавського університету. У цьому ж університеті він також отримав докторську дисертацію (1992 р.), Дисертація "Зображення польської історії в журналістиці та історіографії Національного табору 1918—1939 рр. (Під керівництвом — Єжи Матрінницького).
Після закінчення університету він викладав історію у Варшавській гімназії, і протягом наступних 10 років працював дослідником в історичному інституті Варшавського університету. У 1992—1993 роках працював у Міністерстві національної освіти. З 1993 року працював у Міністерстві закордонних справ. Протягом двох років він був радником Департаменту стратегії та планування, а потім (1995—1997) у департаменті Східної Європи, де він займався з Росією та країнами СНД. З 1997 року він був першим секретарем та радником у посольстві в Сеулі. Після повернення в Польщу в 2001 році він став радником Департаменту зовнішньополітичного планування Міністерства закордонних справ..
У 2003—2006 рр. — Генеральний консул Польщі у Харкові (Україна).
У 2006—2010 рр. — Генеральний консул Польщі у Бресті (Білорусь).
У 2011—2015 рр. — Заступник посла у посольстві Польщі в Москві в ранзі міністра-радника.
У 2016—2021 рр. — Генеральний консул у Гродно (Білорусь)..